# عین داره
عین داره (به عربی: عین داره) یک منطقهٔ مسکونی در لبنان است که در استان جبل لبنان واقع شده‌است.

## خصوصیات
عین داره ۱٬۳۰۰ متر بالاتر از سطح دریا واقع شده‌است.